# 1520年代
| 千纪： | 1千纪 \| 2千纪 \| 3千纪                                                                                              |
| 世纪： | 13世纪 \| 14世纪 \| 15世纪 \| 16世纪 \| 17世纪 \| 18世纪 \| 19世纪                                                   |
| 年代： | 1500年代 \| 1510年代 \| 1520年代 \| 1530年代 \| 1540年代 \| 1550年代 \| 1560年代 \| 1570年代 \| 1580年代 \| 1590年代 |

## 大事記
- 1520年，路德教派正式成立，反對天主教教皇及其儀式，世稱新教。
- 1521年，明武宗驾崩，明世宗即位。麥哲倫率船隊橫渡太平洋，至菲律賓群島，與土人作戰時陣亡。
- 1521年至1524年，大礼议。
- 1522年，麥哲倫船隊維多利亞號返抵西班牙。
- 1523年，日本諸道爭貢於中國，僧宗設先至寧波，僧瑞佐後至，寧波民宋素卿賄市舶司太監賴恩，先閱僧瑞佐貨，僧宗設大怒，追僧瑞佐至紹興，不得，沿途殺掠而去，浙中大震。明政府逮宋素卿下獄，廢市舶司，絕貿易。
- 1524年，瓜地馬拉城建立。
- 1525年，帖木兒五世孫巴卑爾，崛起阿富汗。
- 1526年，土耳其帝國蘇丹蘇里曼一世攻入中歐，滅匈牙利王國
- 1528年，巴卑爾攻印度，陷德里城，建莫臥爾帝國。

## 出生
- 齊格蒙特·奧古斯特（1520年）
- 西斯篤五世（1521年）
- 塞利姆二世（1524年）
- 拉斐爾·邦貝利（1526年）
- 馬克西米利安二世（1527年）
- 戚繼光（1528年）
- 弗朗切斯科·帕特里奇（1529年）

## 逝世
- 拉斐爾（1520年）
- 明武宗（1521年）
- 斐迪南·麥哲倫（1521年）
- 後柏原天皇（1526年）
- 尼古洛·馬基雅維利（1527年）
- 阿爾布雷希特·杜勒（1528年）